# V. Bodelschwinghsche Stiftungen Bethel

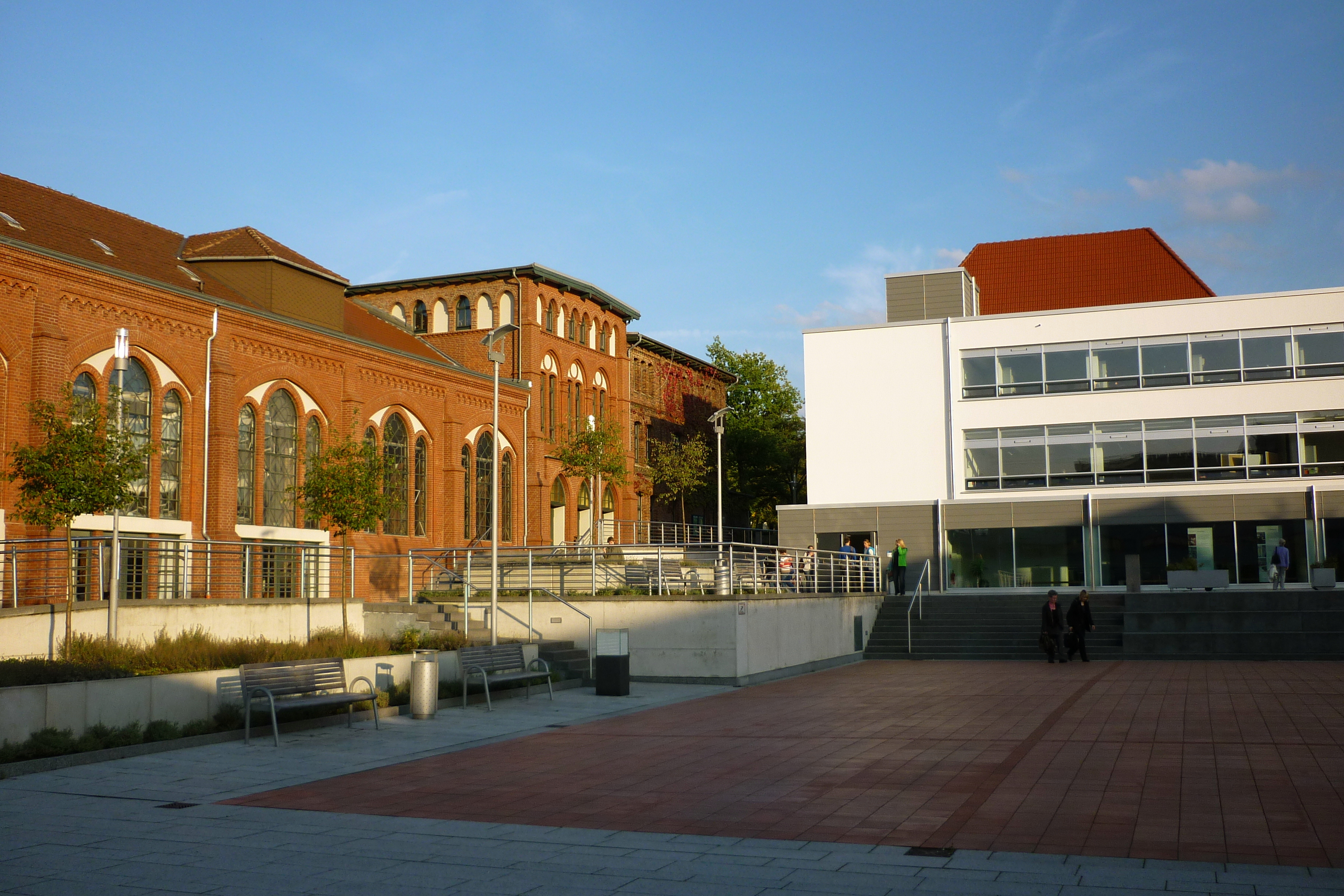
Bielefeld-Bethel, Tagungshaus Assapheum und Landeskirchenarchiv

Die v. Bodelschwinghschen Stiftungen Bethel (kurz: Bethel, bis 2009 v. Bodelschwinghsche Anstalten Bethel) sind ein Verbund der Stiftung Bethel, der Stiftung Nazareth, der Stiftung Sarepta, der Hoffnungstaler Stiftung Lobetal und der Stiftung Eben-Ezer. 
Die Stiftungen sind mit mehr als 24.000 Mitarbeiterinnen und Mitarbeitern das größte Sozialunternehmen in Europa und der größte Arbeitgeber in der Stadt Bielefeld. Der Hauptsitz befindet sich im gleichnamigen Ortsteil Bethel im Bielefelder Stadtbezirk Gadderbaum. Bethel ist eine diakonische Einrichtung, in der Menschen mit Behinderung, psychischen Beeinträchtigungen, Epilepsie, Alte und Pflegebedürftige, Kranke, Jugendliche mit sozialen Problemen und Wohnungslose betreut werden.
1867 wurde Bethel gegründet, der Arbeitsschwerpunkt befand sich lange Zeit in und um Bielefeld in Westfalen. Durch Umstrukturierungen in den vergangenen Jahrzehnten und eine Dezentralisierung der Arbeit gibt es heute in acht deutschen Bundesländern Einrichtungen. In Bielefeld arbeiten derzeit rund 9.000 der insgesamt 24.000 Beschäftigten. Die Arbeit Bethels mit 260.000 benachteiligten Menschen pro Jahr wird durch die Zahlungen der Sozialleistungsträger finanziert. Mit einem Spendenbetrag von 69,4 Millionen Euro (2023) werden viele über diese Regelfinanzierung hinausgehende Maßnahmen für die betreuten Menschen ermöglicht. Bethel gehört damit zu den 20 größten spendensammelnden Organisationen in Deutschland. Namensgeber und prägender Gestalter ist Friedrich von Bodelschwingh der Ältere.

## Name und Stiftungsideal
Der Name Bethel stammt von dem hebräischen Wort בית אל „Haus Gottes“ und bezeichnete den biblischen Ort Bet-El (Gen 28,16–19 ).

„Die große und überdauernde Herausforderung für Bethel ist, dass es viele Menschen gibt, die auf Behandlung, Förderung und Unterstützung angewiesen sind, um ein menschenwürdiges und möglichst selbstbestimmtes Leben in der Gesellschaft führen zu können. Es ist der satzungsgemäße Zweck der v. Bodelschwinghschen Stiftungen, für diese Menschen Einrichtungen und Dienste zu unterhalten und zeitgemäß weiterzuentwickeln. Wir verstehen dies als Auftrag Gottes, der Leben eröffnet (Lk 10,27–28 ). Wir nehmen diesen Auftrag bewusst als evangelische Stiftungen wahr.“

Das christliche Gebot der Nächstenliebe bestimmte viele Mitarbeitenden in ihrem Dienst, der sie oft Tag und Nacht in Anspruch nahm. So setzten Frauen und Männer ihr Leben bewusst ein, um als Diakon oder Diakonisse Mitarbeiter im „Haus Gottes“ zu sein. Im Mittelpunkt der Arbeit Bethels standen als Ideal die Vergessenen und Ausgegrenzten der Gesellschaft, in den Worten Friedrich von Bodelschwinghs die „Menschen, die niemand haben will“. Zu Bodelschwinghs Zeiten waren das vor allem behinderte Menschen und die „Trunkenbolde, Landstreicher und Taugenichtse“. Für Friedrich von Bodelschwingh war jeder Mensch ein Geschöpf Gottes.

## Geschichte
1867 gründete die Innere Mission eine Anstalt für Menschen mit epileptischen Erkrankungen. Am 12. Juli 1867 wurde Pastor Friedrich Simon als Anstaltsvorsteher eingeführt. Das erste Anstaltsgebäude wurde „Ebenezer“ genannt. Es befindet sich im heutigen Bethel.
1871 wurde ein neues Gebäude errichtet und erhielt den Namen „Bethel“.

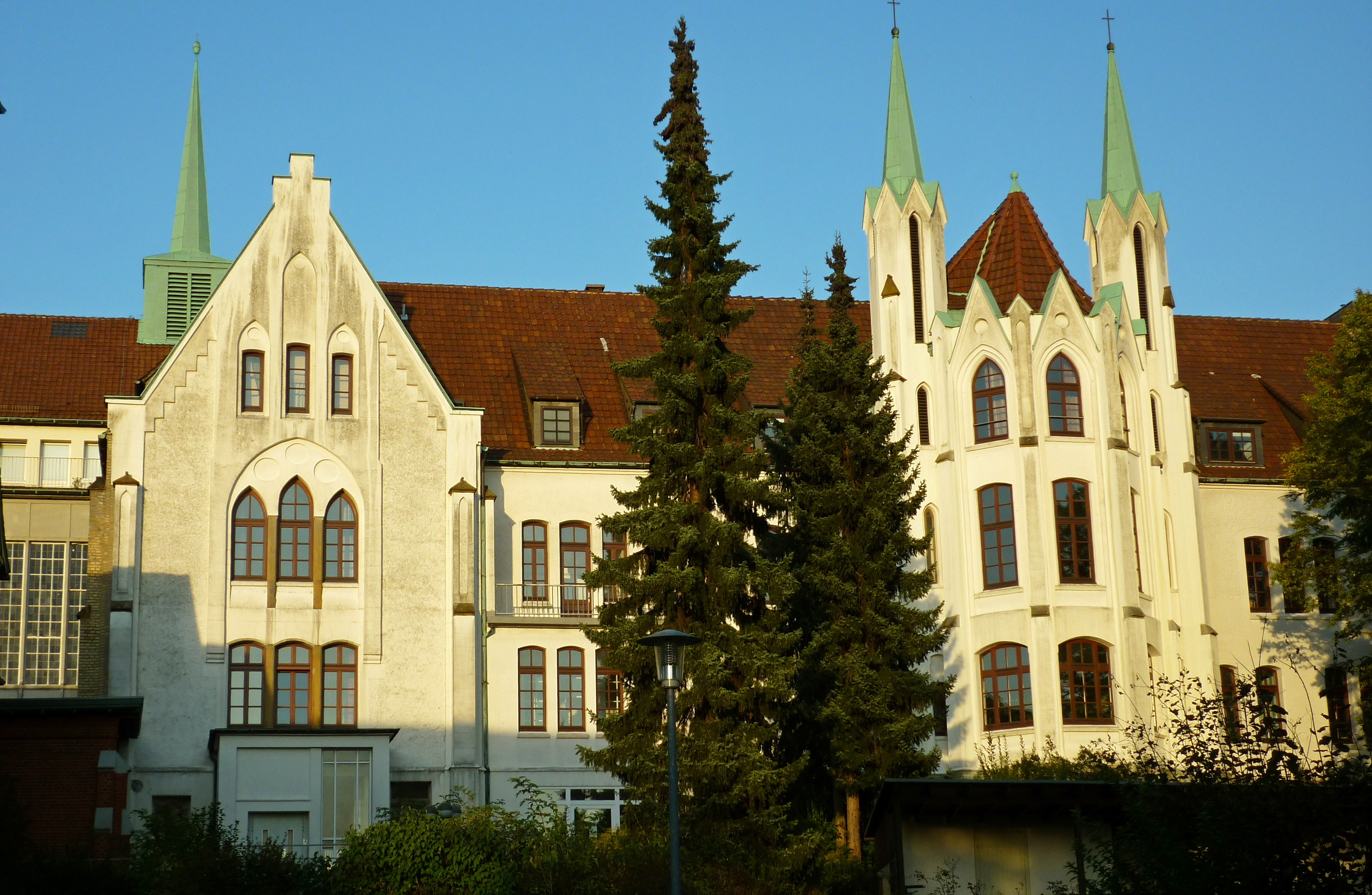
Diakonissenmutterhaus Sarepta

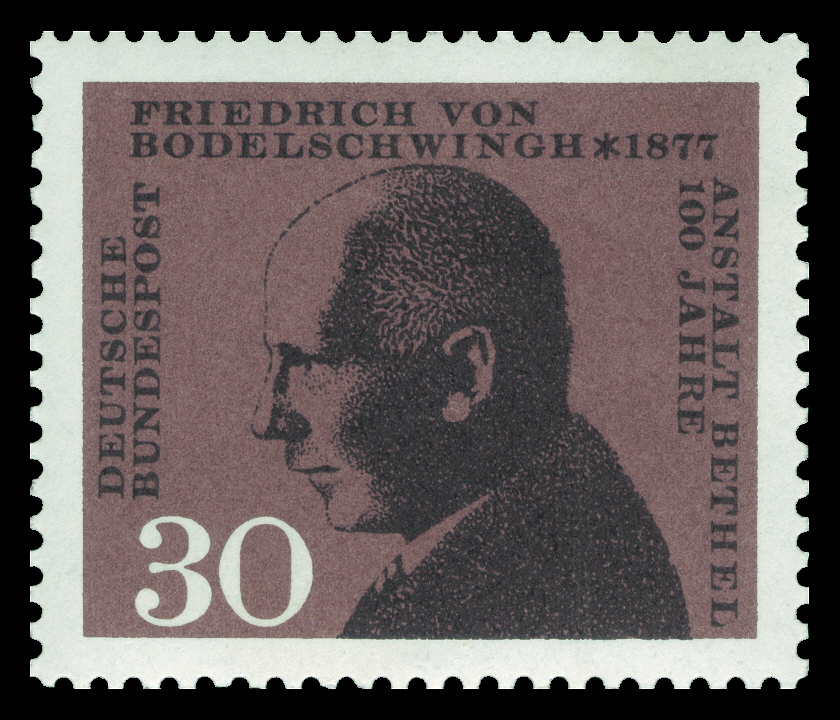
Deutsche Briefmarke von 1967 zum 100-jährigen Bestehen der Krankenanstalten Bethel mit dem Bild Friedrich von Bodelschwinghs des Jüngeren (1877–1946)

Friedrich von Bodelschwingh der Ältere kam erst einige Jahre später dazu und leitete die schnell wachsende Anstalt von 1872 bis zu seinem Tod 1910. Sein Einfluss prägte die Anstalt so stark, dass sie später nach ihm benannt wurde. Nach seinem Tod übernahm sein Sohn Friedrich von Bodelschwingh der Jüngere die Leitung.
Als Anstaltsleiter, heute Vorstandsvorsitzender, wirkten:
1. Friedrich Simon (1867–1872)[10]
2. Friedrich von Bodelschwingh der Ältere (1872–1910)
3. Friedrich von Bodelschwingh der Jüngere (1910–1946)
4. Rudolf Hardt (1946–1959)
5. Friedrich v. Bodelschwingh (Enkel von Friedrich von Bodelschwingh d. Ä.) (1959–1968)
6. Alex Funke (1968–1979)
7. Johannes Busch (1979–1994)
8. Friedrich Schophaus (1994–2008)
9. Ulrich Pohl (seit 2008)

2026 wird Bartolt Haase den Vorstandsvorsitz übernehmen.
Zu den ältesten Gebäuden der Anstalt in Gadderbaum gehören die Häuser Alt-Ebenezer (1867), Sarepta (1872–1875 im neogotischen Stil) und Groß-Bethel (1873). In Bielefeld-Gadderbaum entwickelte sich die Anstalt zu einem Versorgungszentrum mit Postamt, Handwerks- und Freizeiteinrichtungen sowie dem Kaufhaus „Ophir“. Die 1899 gegründete Zweiganstalt, die heutige Diakonie Freistatt, bei Diepholz prägte nachhaltig die dortige Ansiedlung.
Im Zweiten Weltkrieg wurden mehrfach einzelne Gebäude der Anstalt von alliierten Luftstreitkräften zerstört. Der folgenreichste Angriff erfolgte in der Nacht zum 19. September 1940, bei dem britische Luftstreitkräfte das Kinder-Pflegeheim Klein-Bethel mit Bomben zerstörten. Neun Kinder und zwei Erwachsene fanden dabei den Tod.
Um die Situation in Bethel in der NS-Zeit entstand 2014 eine Kontroverse. Die Juristin Barbara Degen behauptete unter anderem, im Rahmen der sogenannten Aktion T 4 habe man in Bethel Kinder gezielt verhungern lassen. Bis dahin galt, dass dies in Bethel als große Ausnahme nicht geschehen sei; verantwortlich dafür sei der damalige Leiter gewesen, Friedrich von Bodelschwingh der Jüngere. Barbara Degen nannte dies die „Bethel-Legende“ und löste mit ihrer Veröffentlichung „Bethel in der NS-Zeit“ die Kontroverse aus. Die Leitung von Bethel reagierte mit Empörung und bestritt die Vorwürfe.
Nach der Zeit des Nationalsozialismus fanden zahlreiche NS-Täter und deren Angehörigen in Bethel Unterschlupf. Schröm und Röpke haben im Detail belegt, dass unter anderen Margarete Himmler und ihre Tochter Gudrun dort ab Ende 1946 lebten. Gudrun Himmler, die spätere Gudrun Burwitz, war bis zu ihrem Tode im Jahr 2018 für den Verein „Die Stille Hilfe“ führend tätig. Ernst Gerke war zu Beginn des Zweiten Weltkriegs maßgeblich an der Deportation der Breslauer Juden beteiligt und wurde später Chef der Gestapo in Prag und unter anderem Chef des NS-Täters Anton Malloth. Der frühere SS-Führer Gerke arbeitete ab 1957 unter seinem Familiennamen als Justitiar der Bodelschwinghschen Anstalten, später wurde er Verwaltungsleiter von Bethel.

## Struktur
Die v. Bodelschwinghschen Stiftungen Bethel sind ein Verbund aus fünf eigenständigen, kirchlichen Stiftungen privaten Rechts:
- Stiftung Bethel
- Stiftung Nazareth
- Stiftung Sarepta
- Hoffnungstaler Stiftung Lobetal (seit 2011)
- Stiftung Eben-Ezer (seit 2022)

Laut Satzungen der zusammengeschlossenen Stiftungen sind die Stiftungsorgane der Verwaltungsrat und der Vorstand. Der Verwaltungsrat bestellt die einzelnen Vorstandsmitglieder und auch den(die) Vorstandsvorsitzende(n), der(die) Pastor(in) sein soll.
Bestimmte Teile der Stiftungen und einzelne der unten genannten Tochtergesellschaften hat Bethel nach inhaltlichen und regionalen Gesichtspunkten zu sogenannten Stiftungsbereichen mit eigener Leitung zusammengefasst, dazu gehören:
- Stiftungsbereich Bethel.regional, Teil der Stiftung Bethel, Behindertenhilfe überwiegend in NRW
- Stiftungsbereich proWerk, Teil der Stiftung Bethel, WfbM im Raum Bielefeld
- Stiftungsbereich Schulen, Teil der Stiftung Bethel, Schulen in Bielefeld
- Stiftungsbereich Bethel im Norden[17], Diakonie Freistatt und Tochtergesellschaften der Stiftung Bethel in Niedersachsen
- ehem. Stiftungsbereich Altenhilfe, mittlerweile i. W. Altenhilfe Bethel OWL gGmbH und Pflege- und Betreuungsdienste Bethel gGmbH

Die Stiftungen sind unmittelbar oder mittelbar an verschiedenen Tochtergesellschaften beteiligt, bei denen es sich im Wesentlichen – aber nicht nur – um gemeinnützige Gesellschaften (gGmbH) handelt. Einige wichtige Beteiligungen sind:
- mehrere Gesellschaften, die aus dem ehemaligen Birkenhof e. V., Hannover, hervorgegangen sind
- Bethel-Bremen gGmbH, Bremen
- Evangelisches Klinikum Bielefeld gGmbH, Bielefeld
- Evangelisches Krankenhaus Königin Elisabeth Herzberge gGmbH, Berlin
- Fachhochschule der Diakonie (FHdD) gGmbH, Bielefeld (seit 2006)
- Gemeindepsychiatrischer Verbund und Altenhilfe (GPVA) gGmbH, Berlin
- Diakonie-Hospiz Lichtenberg gGmbH, Berlin
- In der Gemeinde leben gGmbH, Düsseldorf
- Institut für Diagnostik der Epilepsien gGmbH, Berlin
- Medizinisches Versorgungszentrum Bielefeld am EvKB GmbH, Bielefeld
- proJob.Bethel gGmbH, Bielefeld

### Stiftungsbereich Bethel im Norden
Der Stiftungszweig Bethel im Norden entstand im Jahr 2007 durch den Zusammenschluss des Birkenhof e. V. in Hannover mit der Diakonie Freistatt, einem bei Diepholz gelegenen Teil der Stiftung Bethel. Der Birkenhof ist vor allem in der Alten- und Jugendhilfe tätig. Aus dem Jahr 1910 sind erste Bildungsmaßnahmen im Birkenhof bekannt. 1947 wurde ein Heimerzieherinnenseminar gegründet. Heute umfasst das Bildungszentrum Birkenhof Ausbildungen im Bereich der Sozialpflege und Sozialassistenz, Altenpflege und Heilerziehung. Insgesamt werden jährlich etwa 600 Schüler ausgebildet. Zudem ist Bethel im Norden mit einem Fachzentrum Kinder-, Jugend- und Familienhilfe und der Jugendhilfe Birkenhof gGmbH im Bereich der Jugendhilfe aktiv und unterhält mehrere Altenheime in Hannover und Langenhagen sowie in Freistatt. Bethel im Norden gehört zu den größten Anbietern für Altenhilfe in der Diakonie Niedersachsen. Die Diakonie Freistatt kümmert sich um Wohnungslose und sozial benachteiligte Kinder und Jugendliche und betreibt eine Förderschule. Zudem gibt es Angebote der Eingliederungshilfe für Menschen mit Behinderungen, eine WfbM und Einrichtungen zur Suchtbekämpfung.
Bethel im Norden zählt rund 1550 Mitarbeiter. Die Geschäftsstelle hat ihren Sitz auf dem Gelände des früheren Birkenhofs in Hannover. Seit November 2023 ist Thorsten Nolting einer von drei Geschäftsführerinnen von Bethel im Norden.

### Stiftungsbereich proWerk
Der Stiftungsbereich proWerk entstand im Jahr 2001 aus dem Zusammenschluss der Gemeinschaftswerkstätten Bethel, der Senne Werkstätten Eckardtsheim und verschiedener Werktherapien.
Heute umfasst der Stiftungsbereich folgende Geschäftsbereiche:
- Werkstatt für behinderte Menschen (Berufliche Bildung und Arbeitsbereich)
- Berufsausbildung in anerkannten Berufen im Berufsbildungswerk und in Ausbildung
- Qualifizierungen von langzeitarbeitslosen Menschen
- Integrationsfachdienst
- Integrationsfirma proJob.Bethel gGmbH mit den Geschäftszweigen Lebensmittelmärkte, Gebäudereinigung, Gastronomie

Insgesamt werden über 3400 Menschen mit Behinderungen und Benachteiligungen gefördert, qualifiziert, ausgebildet und beschäftigt.
Der Stiftungsbereich proWerk und der Bereich Betriebe unterstehen einer gemeinsamen Leitung.

### Bereich Betriebe
Die Betriebe Bethel sind ein rechtlich unselbstständiger Teil der Stiftung Bethel. Die einzelnen Betriebe dienen der Selbstversorgung und spielen auch eine Rolle bei der Beschäftigung benachteiligter Menschen. Zu den Betrieben Bethel zählen:
- Brockensammlung
- Buchhandlung
- Garten- und Landschaftsbau
- Gebäudetechnik
- Gebäudereinigung
- Malergeschäft
- Posaunenwerkstatt
- Zimmerei

Weitere Betriebe gibt es in der Hoffnungstaler Stiftung Lobetal, in Freistatt und in einigen der Tochtergesellschaften.

## Arbeitsfelder
Es gibt verschiedene Tätigkeitsfelder:
- (Akut-)Krankenhäuser
- Altenhilfe
- Arbeit: Werkstätten für behinderte Menschen und Berufsbildungswerk
- Schulen und Ausbildungsstätten
- Epilepsie
- Förderschulen und allgemeinbildende Schulen
- Hilfe für Menschen mit Behinderungen
- Hilfe für Menschen mit erworbenen Hirnschädigungen
- Jugendhilfe
- Hospizarbeit: mehrere stationäre Erwachsenenhospize und ein stationäres Kinder- und Jugendhospiz sowie ambulante Hospizarbeit
- Psychiatrie: Erwachsenenpsychiatrie, Kinder- u. Jugendpsychiatrie, Hilfen für Menschen mit psychiatrischen Beeinträchtigungen
- klinische Suchtkrankenhilfe

Diese Angebote bestehen im Wesentlichen in den Bundesländern Berlin, Brandenburg, Niedersachsen und Nordrhein-Westfalen, mit weiteren, einzelnen Einrichtungen in Bremen, Sachsen, Sachsen-Anhalt und seit 2015 in Rheinland-Pfalz. Bethel ist an mehr als 200 Standorten in Deutschland vertreten. Wichtigste Arbeitsbereiche der Stiftungen sind heute die Behandlung und Betreuung von Epilepsiekranken, die Behindertenhilfe, Psychiatrie, Wohnungslosenhilfe, Altenhilfe, Jugendhilfe und die Versorgung in Fachkliniken, Akutkrankenhäusern und Hospizen. Im Fachgebiet Epilepsie haben die Fachkliniken und die anderen Bereiche nach eigenem Bekunden internationalen Ruf. Die Ortschaft Bethel als Keimzelle der v. Bodelschwinghschen Stiftungen Bethel liegt im Bielefelder Stadtteil Gadderbaum, der direkt an die Bielefelder Innenstadt anschließt.

## Besondere Einrichtungen

### Hospizarbeit
Bethel engagiert sich auch in der Hospizarbeit. Ziel sei es, sterbenden Menschen ein würdiges Leben und Sterben zu ermöglichen. Die v. Bodelschwinghschen Stiftungen betreiben selbst Hospize in Bielefeld, Dortmund und Berlin-Lichtenberg und Berlin-Mitte, des Weiteren sind sie beteiligt am Hospiz in Leipzig. Bethel war beteiligt am Kinderhospiz „Löwenherz“ in Syke. Ein eigenes Kinderhospiz wurde am 2. Mai 2012 eingeweiht (siehe Abschnitt Kinderhospiz Bethel). Ferner existieren Betreuungsplätze für autistische Menschen oder für Personen, die nach einem Unfall oder einer schweren Erkrankung stark hirngeschädigt bleiben.

### Kinderhospiz Bethel
In Deutschland leben ca. 22.600 Kinder mit einer lebensverkürzenden, zum Tod führenden Krankheit. Jährlich sterben rund 1.500 von ihnen, in der gesamten Bundesrepublik gibt es bisher jedoch nur elf Kinderhospize – die dort angebotenen Plätze reichen nicht aus. Bethel engagierte sich daher mit dem Jahresspendenprojekt 2010 „Kinder“ für den Aufbau eines stationären Kinderhospizes. Die Kosten von 6,9 Mio. Euro für Neubau, Einrichtung und Betrieb des Kinderhospizes mussten komplett durch Spenden finanziert werden. Am 13. Juli 2011 konnte Richtfest für das neue Haus gefeiert werden, die Eröffnung des dann komplett spendenfinanzierten Kinderhospizes Bethel erfolgte am 2. Mai 2012. Es finden dort 10 Kinder und Jugendliche mit lebensverkürzenden Krankheiten Aufnahme. Zwei der Zimmer sind für die Bedürfnisse von dauerbeatmeten Kindern zugeschnitten. Zusätzlich gibt es einen Wohntrakt für Eltern und Geschwister.
Das Kinderhospiz wird von zahlreichen Prominenten als „Paten“ begleitet. Dieses sind zum Beispiel Cornelia Funke, Ulrich Wickert, Marietta Slomka, Amelie Fried, Steffen Seibert, Walter Sittler, Sven Lorig, Jo Brauner, Dennis Wilms, Sven Plöger, Heino, Frank Plasberg oder Ludwig Güttler.

### Herbergen
Im 19. Jahrhundert wurden an der deutschen Nord- und Ostseeküste mehrere Seehospize als Herbergen und Genesungsstätten errichtet. 1890 gründete Bodelschwingh auf der Insel Amrum in Norddorf das Seehospiz I und II, die u. a. als Kur-Einrichtung für evangelische Geistliche dienten und von einem ebensolchen als „Hausvater“ geführt wurden. Heute befindet sich hier ein Mutter-Kind-Kurheim.

### Brockensammlung
In der Brockensammlung werden Kleider- und andere Sachspenden aufbereitet und entweder im Stiftungsbetrieb genutzt oder weiterverkauft. Der Name der Einrichtung leitet sich ab aus dem Johannesevangelium: „Sammelt die übrigen Brocken, auf dass nichts umkommt!“ (Joh 6,12 ). Im Herbst 1890 begann man in Bethel systematisch, gebrauchte Dinge aller Art zu sammeln, herzurichten, auszubessern und wiederzuverwerten. Die „Brockensammlung“ wurde 1891 durch Karl Schnitger aus Lemgo, einen Onkel von Marianne Weber, zusammen mit Friedrich von Bodelschwingh dem Älteren gegründet.
Friedrich von Bodelschwingh der Jüngere berichtet dazu: Der gebildete, aber schwer nervenleidende Karl Schnitger, Bewohner der Anstalt, half die Kassenbücher der Anstalt zu führen. Er hatte ein gutes Verhältnis zu Friedrich von Bodelschwingh und dessen Frau Ida. Eines Tages im Jahr 1890 wurde der Giftschrank der anstaltseigenen Apotheke ausgeräumt. Die Suche nach dem entwendeten Gift blieb erfolglos, auch Karl Schnitger konnte sich an nichts erinnern. Aber eine Krankenschwester beobachtete, wie zur fraglichen Zeit eine Person von der Apotheke in Schnitgers Zimmer verschwand. Karl Schnitger erklärte daraufhin, dass eine Person, die im Verdacht stehe, Gift zu stehlen, unmöglich der Verwalter von Geld sein könne, stellte seinen Dienst dort ein und suchte nach einer neuen Beschäftigung. So kam er zu Friedrich von Bodelschwingh mit der Bitte, Brockensammler zu werden. Schnitger erstellte eine Liste von kleinen Gegenständen, die Menschen einfach wegwürfen. Von Bodelschwingh veröffentlichte diese Liste im Boten von Bethel. Der Erfolg war unerwartet gut. Bald reichte Schnitgers alleinige Arbeitskraft nicht mehr aus. Immer mehr Hilfskräfte sowie neue Räumlichkeiten für die Brockensammlung folgten.
Diese Idee übernahmen 1913 auch gemeinnützige Gruppierungen in Lübeck und gründeten die Gemeinnützige Brockensammlung Lübeck. In Göttingen entstand die Brockensammlung als Einrichtung des ev.-lt. Kirchenkreises Göttingen.

### Briefmarkenstelle
Unter dem Stichwort Briefmarken für Bethel – Arbeit für behinderte Menschen können Briefmarkensammlungen, gefüllte Alben, von Briefumschlägen und Postkarten nicht abgelöste Briefmarken sowie neuwertige Briefmarken an die Briefmarkenstelle in Bethel geschickt werden. Von den da beschäftigen Menschen mit einer Behinderung werden die Briefmarken gesichtet, geschnitten, teilweise abgelöst und getrocknet, und sortiert für den Wiederverkauf an Sammler und an Briefmarkenhändler vorbereitet. Jährlich gehen ca. 90.000 Einsendungen an die Briefmarkenstelle Bethel ein – vom gefüllten A5-Briefumschlag bis zum Großpaket. Ein Gesamtgewicht von 29 Tonnen, umgerechnet 128 Millionen Briefmarken kommen auf diesem Wege pro Jahr zusammen. 125 Menschen mit einer Behinderung finden durch diese Briefmarken einen Arbeitsplatz in Bethel.
1967 gab die Deutsche Bundespost eine Sonderbriefmarke zum 100-jährigen Bestehen der Krankenanstalten mit einem Porträt von Friedrich von Bodelschwingh dem Jüngeren heraus.
Im Jahr 1988 wurde die Briefmarkenstelle Bethel selbst zum Motiv auf einer Briefmarke; die Deutsche Bundespost brachte ein Postwertzeichen zum hundertjährigen Bestehen der Briefmarkenstelle heraus.
Im Jahr 2013 feierte die Aktion „Briefmarken für Bethel – Arbeit für behinderte Menschen“ ihr 125-jähriges Bestehen.

### Historische Sammlung
Im Haus Alt-Ebenezer besteht eine Historische Sammlung, die die Entwicklung Bethels anhand zahlreicher Dokumente, Bilder und Geräte vermittelt. Sie ist öffentlich zugänglich.

### Antenne Bethel
Bei Antenne Bethel handelt es sich um ein nicht-kommerzielles Radioprogramm für die v. Bodelschwinghschen Einrichtungen sowie den Stadtteil Gadderbaum (UKW, 94,3 MHz). Es wird gemeinsam von behinderten und nicht-behinderten, ehrenamtlich tätigen Mitarbeitenden betrieben.

### Kulturelle Arbeit
Das Künstlerhaus Lydda bietet eine künstlerische Betreuung für behinderte und nicht behinderte Menschen.
Im „Volxtheater“ der Theaterwerkstatt Bethel entwickeln heterogene Gruppen in Zusammenarbeit mit professionellen Künstlern freies Theater zu klassischen und aktuellen Stoffen und führen sie überregional auf. Die Einrichtung wurde 1983 gegründet.
Seit 2003 existiert das Rockmusikprojekt „Maluka“ unter der Leitung eines Musiktherapeuten. Die Band setzt sich aus Menschen mit Behinderung aus verschiedenen Einrichtungen zusammen und spielt ausschließlich Eigenkompositionen. 2005 Produktion einer LIVE CD, ein Mitschnitt eines Konzertes. Maluka tritt zu verschiedenen Anlässen innerhalb und außerhalb Bethels live auf.

## Sonstiges

### Bethel-Geld
Die verschiedenen Betriebe Bethels halten ein vielfältiges Dienstleistungsangebot bereit. Die Stiftungen haben zusätzlich zum offiziellen Zahlungsmittel Euro auch eine eigene „Währung“ in Form von Warengutscheinen, den Bethel-Euro.
Das „Bethel-Geld“ gibt es seit über 100 Jahren in den v. Bodelschwinghschen Stiftungen Bethel. Am 1. September 1908 wurde zum ersten Mal die „Bethel-Mark“ als Warengutscheine ausgegeben, damit das Geld in der eigenen Einrichtung und nicht in Geschäften außerhalb ausgegeben wird. 2002 wurde die Bethel-Mark durch den „Bethel-Euro“ abgelöst. Das Geld ist nur in der Ortschaft Bethel, in Bielefeld-Eckardtsheim und im niedersächsischen Freistatt gültig.
Heute sind noch rund 110.000 Scheine im Wert von fast einer Million Euro im Umlauf. Gut ein Dutzend Geschäfte akzeptieren das stiftungseigene Geld – darunter eine Buchhandlung, zwei Kaufhäuser, ein Friseurladen, eine Schuhmacherei, ein Bio-Laden und eine Gärtnerei. Streng gesehen ist das Zahlungsmittel ein Warengutschein. Beim Umtausch gibt es fünf Prozent Rabatt für Bewohner, Betreute und Mitarbeitende der v. Bodelschwinghschen Stiftungen Bethel.
Gestaltet wurden die Geldscheine durch die Designer K. P. Pohlan und H. G. Vogt. Das Wort „Warengutschein“ prangt – neben dem Bethel-Logo – ebenso auf allen Scheinen wie die Unterschriften von Vorstandsmitgliedern. Das Papier ist mit Wasserzeichen und einer Prägung versehen. Den Bethel-Euro gibt es nicht als Münze, sondern nur als Schein in drei Größen und sieben unterschiedlichen Farbtönen und Werten – von 50 Cent bis 50 Euro. Auf den Scheinen sind markante Betheler Ortschaftsgebäude wie die Zionskirche, die Mamre-Patmos-Schule oder die Bethelpforte abgedruckt.

### Betheljahr
Als besondere Ausgestaltung des freiwilligen sozialen Jahres bieten die v. Bodelschwinghschen Stiftungen das sogenannte Betheljahr an, in dem junge Erwachsene im Alter von 16 bis 27 Jahren einen Einblick in die verschiedenen Tätigkeitsfelder bekommen können. Neben der Arbeit gehören fünf Seminarwochen zum Konzept. Das Betheljahr kann in vielen verschiedenen Einrichtungen Bethels absolviert werden. Neben vielen Stellen in Wohnheimen, Krankenhäusern, Altenheimen, Werkstätten und Schulen gibt es auch die ungewöhnlicheren und sehr beliebten Stellen wie zum Beispiel in der „Neuen Schmiede“, bei Radio Antenne Bethel oder in der Theaterwerkstatt.
Für die Ausgestaltung des Betheljahres wurden die v. Bodelschwinghschen Stiftungen 2006 mit dem Internationalen Preis des Westfälischen Friedens ausgezeichnet.

## Kontroversen

### Affäre Haenisch

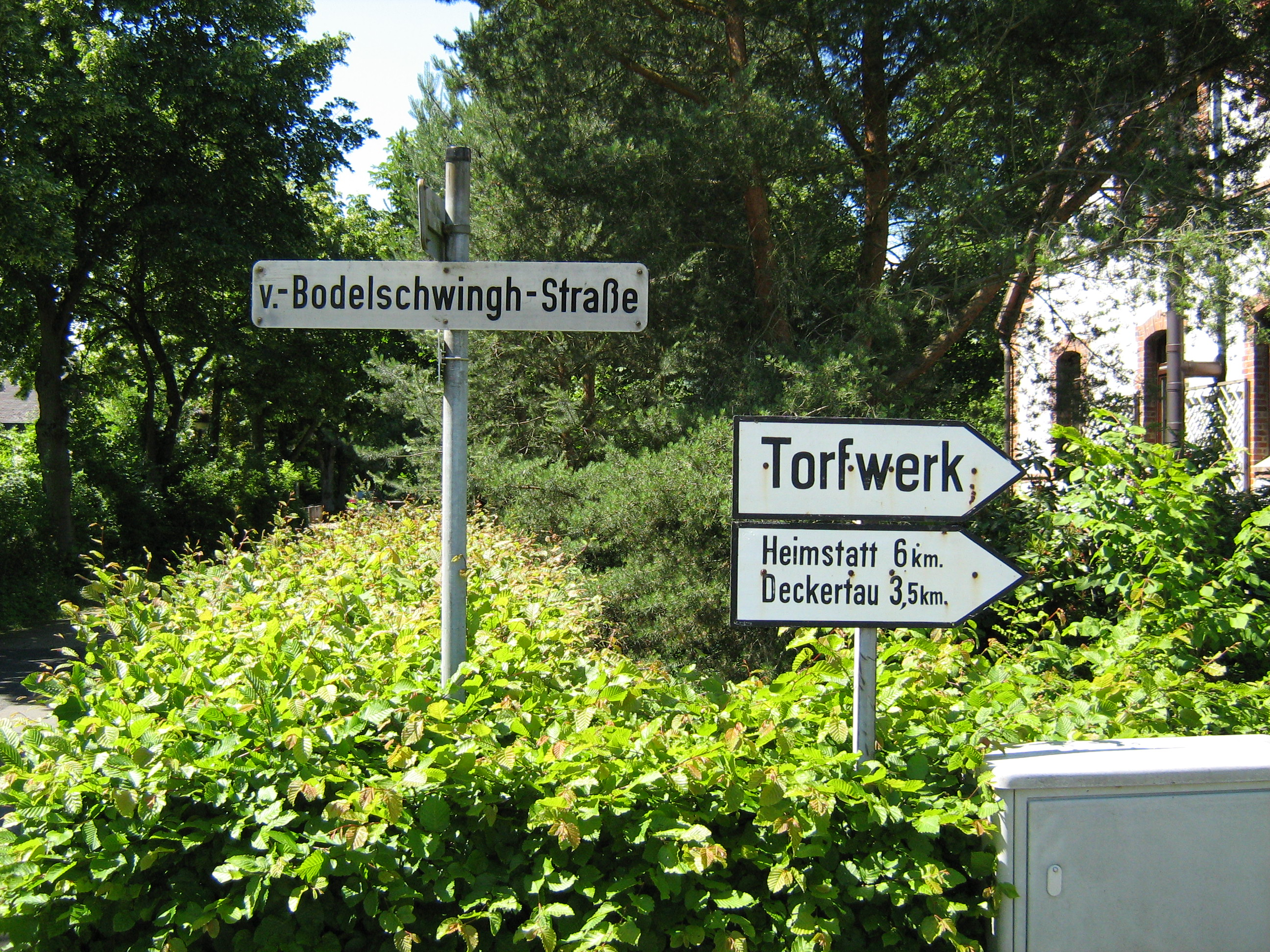
Straße in Freistatt mit Hinweisschildern

Im Jahre 1894 wurde der aus Greifswald stammende spätere preußische SPD-Kultusminister Konrad Haenisch von seiner bürgerlich-konservativen Familie unfreiwillig in Bethel untergebracht, nachdem sie ihn aus Leipzig hatte entführen lassen. Der Grund waren sozialdemokratische Aktivitäten Haenischs, wegen derer er ein Jahr zuvor aus dem Gymnasium entlassen und in eine Nervenheilanstalt eingewiesen worden war. Haenisch entkam aus Bethel, der Fall wurde durch eine Pressekampagne der Leipziger Volkszeitung, die damals ein SPD-Parteiblatt war, gegen die Familie Haenisch publik.

### Missbrauch und Misshandlung von Kindern und Jugendlichen
In der zu den v. Bodelschwinghsche Stiftungen Bethel gehörenden Diakonie Freistatt ist die Heimerziehung mittels erzieherischem Missbrauch und Misshandlung betrieben worden. Peter Wensierski berichtete 2006: „[M]it seiner Presstorfproduktion, mit seinen Schlossereien und Schmieden war Freistatt als reiner Wirtschaftsbetrieb konzipiert, der die billigen Arbeitskräfte ausnutzte. Wenn nicht gerade Choräle gesungen wurden, mussten die 14- bis 21-Jährigen im Sommer wie im Winter im Moor Torf stechen und pressen.“ 1960 beanstandete die zuständige Aufsichtsbehörde, das Landesjugendamt Hannover, „die Verwendung von Forkenstielen, Torflatten, Pantoffeln und Besenstielen als Züchtigungsmittel“, während sie in den 1950er Jahren über die gesetzlichen Grenzen hinausgehende körperliche Züchtigungen noch stillschweigend geduldet hatte.

### Assistierter Suizid
Obwohl nach christlichem Verständnis Selbsttötungen nicht erlaubt sind, unterstützt und duldet die Stiftung Bethel seit 2024 assistierte Suizide in den eigenen Häusern. Der Juraprofessor Thomas Grundmann hatte zuvor in einem Gutachten dargelegt, dass die Stiftung zur Duldung assistierter Suizide verpflichtet ist.